# ガンQ
ガンQは、特撮テレビドラマ『ウルトラマンガイア』を始めとする「ウルトラシリーズ」に登場する怪獣。別名は奇獣。
胴体の中心に巨大な目、そして全身が眼球に覆われている百目のような怪獣。平成ウルトラシリーズの登場怪獣の中では、再登場の機会が多い。

## 『ウルトラマンガイア』に登場するガンQ
第6話「あざ笑う眼」、第31話「呪いの眼」に登場。
熱反応がなく、生物としての機能を持たない生命体で、我夢の解析をもってしても「不条理の塊」という結果しか得られなかった。その正体は戦国時代の呪術者魔頭鬼十朗が呪力で復活し、変身した姿で、根源的破滅招来体の襲来を500年前に予測し、彼らの力を利用して自らの天下を築こうとした。ガンQという名称は劇中で「中央新聞」という新聞社が付けた名前である。
- 第6話の特技監督と第31話の監督・特技監督を担当した北浦嗣巳によれば、当初は3回の登場が予定されており、2回目の登場として登場したものが第31話の個体であるとしている[1][2]。

### ガンQ［コードNo.00］
第6話「あざ笑う眼」に登場。
演習中の梶尾と米田が矢渡山脈の地表で発見した巨大な目玉。念力を使うことができ、周囲の岩石を飛ばして攻撃、XIGファイターSSの放ったミサイル2発のうち1発を撃ち返して米田機を撃墜し、もう1発を吸収して姿を消した。

### ガンQ［コードNo.01］
第6話「あざ笑う眼」に登場。
コードNo.00が吸収したミサイルの弾薬やロケットモーター推進剤と金属片と花崗岩や石灰岩を含む周囲の岩石によって物理的な体を形成した姿。幕田市に出現して付近のコンビナートを襲い、眼からの破壊光線で攻撃した末、吸収光線でガイアを体内に取り込んで体内の無数の目玉を使っての精神攻撃で苦しめるが、ガイア突撃戦法で内部から粉砕され、爆散した。
我夢の推測によると体を構成している要となる金属片を攻撃すると接合部分が弱まるらしいが、これが真実かは不明。理解できるのが「存在目的｣と「行動目的」というだけの怪獣である。
- スーツアクター：向原順平[出典 2]
- 当初は、開いた口の中に目があるイメージで描いていたが、ギミックを着ぐるみに入れることはできなかったという[13][14]。初稿では、前後逆に人を入れる案もあった[13][14]。
- 第6話の脚本を担当した川上英幸は、天才型の主人公・高山我夢がコンプレックスを乗り越える物語とするため、天才の頭脳を以てしても理解できない存在としてガンQを設定した[15]。目玉というモチーフは、恐怖心をそそる外観と、失敗した者に向けられる視線を重ね合わせている[15]。特技監督の北浦嗣巳は、目に見つめられて人々がおかしくなっていく様子を表現したかったが、描ききることができなかったと述べている[15]。
- 脚本では我夢がガンQについて「そもそも目ではなく、水晶体や角膜もない」「どこから声を出しているのか」と推測する場面や、「物理的な力を取り込まなければならないガンQそのものも結局は弱い個体であった」と我夢が気づく展開が存在した[12][11]。
- 造形物はスーツのほか、爆発用人形も用意された[6]。
- 後のゲーム作品やアトラクションに登場するガンQは、この姿をベースにしたデザインで登場することが多い。

### ガンQ［コードNo.02］
第31話「呪いの眼」に登場。
コードNo.01が魔頭鬼十朗の力で強力になって復活した姿。しかし、当初は前回ガイアに倒された影響から不完全な形でしか復活できず、魔頭の子孫である中学生の沢村修作の力を取り込むことで完全体になる。
形態は前回の個体とは大幅に異なり、不完全体では頭部の目が半分潰れ、紫色の液体が滴って全身がただれたような醜態であるが、完全体では修復されたコードNo.01の体中に血管のような物が浮き出てよりおぞましい姿と化し、鳴き声も低くなっている。前述のとおり呪いの産物であるため、熱反応も生命反応もない。不完全体の時は前回の個体と同様、頭部の目から青い破壊光弾を放つ。
何度ガイアに攻撃され倒れてもすぐ立ち上がり、下半身の眼を３つの小円盤として分離させて飛ばし、それらをガイアにぶつけた後で全方位からの青い怪光線で苦しめるが、激怒した修作が超能力でガイアを援護し小円盤を撃破され不完全体に戻り、弱体化したところをガイアに投げ飛ばされ、フォトンストリームで爆散、同時に修作も超能力を失い、普通の人間に戻った。
- スーツアクター：森英二[出典 4]
- デザインはガンQの改造[13][21]。不完全体は決定稿になったものを、監督の北浦の要望からもっと目をえぐったものが最終決定稿となった[13][21]。
- ガンQの再登場は2クール目で一度検討されるも「世界観にそぐわない」という理由から一度は却下となっていたが、北浦嗣巳の強い希望によって実現に至った[22][23]。脚本を担当した川上英幸は、当初は童話的な内容を考えていたが、北浦に反対されて呪いを題材とした内容となった[22]。また、川上は日本神話の出雲国を舞台とし、イザナギやイザナミもかかわる壮大な内容を構想していた[注釈 1]ものの、それでは規模的に実現が難しいため、少年を中心とした展開となった[24][25]。
- 北浦によれば、不完全体の姿はスタッフから「気持ち悪い」と不評であったという[1][2]。
- 目の部分や体中に血管のような物が浮き出ている完全体の姿について、北浦は「ガンQの怒り」を表現したかったらしく、そして「魔頭が現世に対して抱いている恨み・つらみ」なのだとしている[1][2]。

#### 魔頭鬼十朗
第31話「呪いの眼」に登場。読みはまとうきじゅうろう。
大昔の戦国時代に武将を呪い殺し、呪術が危険とされて敵に追い詰められ、自殺した呪術者。根源的破滅招来体の襲来を500年前に予測しており、彼らの力を利用して自らの天下を築こうと目論む。両手の掌には目玉が1つずつあり、常に空中に浮かんでいる。登場の際には呪文のような声が鳴り響く。超能力を使うことができ、攻撃の際には手から赤色光弾を放つ。子孫である修作の夢の中に現れ、「共に我らの国を作るのだ」と迫って毎晩彼を苦しめ、超能力を授けた。その後はガンQ［コードNo.02］に変貌し、ガイアと対決した。
- 出演：牧野公昭
- 『小説・ウルトラマンティガ 白狐の森』では、魔頭は元々10歳にも満たない少年の呪術者であり、森に住んでいた妖狐を殺害し、その血を浴びて現在の姿になったとされ、掌の目玉もその際に生じたとされる。その後も武家を呪術で暗殺するなど暗躍するが、殺された妖狐の妻だった白狐と出会った錦田小十郎景竜が魔頭の退治に向かったところで、物語は終わる。また、同作における魔頭の本名は魔頭鬼十朗幻州とされている。

## 『ウルトラギャラクシー大怪獣バトル』に登場するガンQ
特撮テレビ番組『ウルトラギャラクシー大怪獣バトル』第5話「ベラルゴシティの罠」、第6話「もうひとりの怪獣使い」に登場。
本作品ではレイと同じ怪獣使いであるケイトが使用する怪獣として登場。全身の眼から光線を放射するほか、身体から眼球を分離させて誘導眼球体として攻撃・防御の両方に用いる。また、瞬間移動も可能。
第5話では顔見せ程度にケイトに呼び出され、図らずもゴモラに負けたファイヤーゴルザを処刑することになる。
第6話でもケイトによって呼び出され、誘導眼球体でリトラを撃墜し、ゴモラと戦う。ファイヤーゴルザとの戦いのダメージが癒えていないゴモラを苦しめるが、ペンドラゴンが駆けつけたことで形勢は逆転し、ゴモラの尻尾を食らってふらついた状態のところにハイパーオメガ砲の光線で倒される。
- スーツアクター：末永博志
- オープニングではグドンと対決している。

### 『大怪獣バトル ウルトラ銀河伝説 THE MOVIE』に登場するガンQ
映画『大怪獣バトル ウルトラ銀河伝説 THE MOVIE』に登場。
ウルトラマンベリアルのギガバトルナイザーの力で怪獣墓場から復活し、ベリアル軍団の1体となる。ウルトラセブンを襲うが、セブンの投げたアイスラッガーで切り裂かれ、爆散する。
また、百体怪獣ベリュドラの胴体を構成する怪獣の1体となっている。

### 『大怪獣バトル ULTRA MONSTERS』に登場するガンQ
『大怪獣バトル ULTRA MONSTERS』第1話「異次元からの招待状」に登場。
ゴルザと共に市街地に出現し、バトルナイザーの怪獣と戦うも倒される。
ステータスはスピードこそ高いもののそれ以外のステータスは低い。必殺技は『ガイア』本編で見せた「体内吸収」と『ウルトラギャラクシー』で見せた「光弾攻撃」のほか、新必殺技として「奇妙な連撃」を持つ。

## 『ウルトラゾーン』に登場するガンQ
『ウルトラゾーン』第5話のコントパート「怪獣マッサージ」に溜池山王のマッサージ店の客として登場。
- 声は山本匠馬が担当。
- 第3話のアイキャッチでは、学校の教室にて学生に混ざって挙手している姿が描かれている[32]。
- 第14話ミニコーナー「怪獣English」では、ガンQの自己紹介が例文となっている[5]。

## 『ウルトラゼロファイト』に登場するガンQ
『ウルトラマン列伝』内のアクションドラマ『ウルトラゼロファイト』第1部「新たなる力」に登場。
バット星人グラシエがウルトラマンゼロを倒すために怪獣墓場から蘇らせた選りすぐりの強豪怪獣たちである地獄の四獣士の1体で、不条理のガンQの二つ名を持つ。
ベムスターとは何らかの力でつながっており、ベムスターが吸収した光線を自らが目から吐き出す戦法を取る。グラシエはベムQコンビと呼ぶ。しかし、その戦法を利用したルナミラクルゼロにパーティクルナミラクルでベムスターにわざと吸い込まれ、体内から粉砕されてベムスター共々倒される。
その後、他の四獣士共々グラシエに魂を取り込まれるが、最終的にルナミラクルゼロによってグラシエの体内から抜け出し、昇天する。

## 『ウルトラマンギンガ』に登場するガンQ

### 『ウルトラマンギンガ 劇場スペシャル ウルトラ怪獣☆ヒーロー大乱戦!』に登場するガンQ（SDI）
映画『ウルトラマンギンガ 劇場スペシャル ウルトラ怪獣☆ヒーロー大乱戦!』に登場。
美鈴のライブするモチロン（SDI）に自身のバルタン星人（SDI）が敗れ、逆襲のために健太がウルトライブする。千草のライブした同じく顔面の巨大な目が特徴のアクマニヤ星人（SDI）とモチロン（SDI）を翻弄し、ダウンさせる。だが、美鈴を助けるためにヒカルのライブしたゴモラ（SDI）の前には、為す術もなく敗退する。

### 『ウルトラマンギンガS』に登場するガンQ（SD）
『ウルトラマンギンガS』第7話「発動!マグネウェーブ作戦」、第11話「ガンQの涙」に登場。
第7話ではガッツ星人ボルスト（SD）がモンスライブし、転送ゲートから目玉だけ出してビクトリウムを奪い、シェパードンを誘い出すと姿を現し、吸引光線でその背中のビクトリウム鉱石からエネルギーを奪おうとする。ボルストが持つ分身能力を活かしてシェパードンやウルトラマンビクトリーを翻弄するほか、分身体をファイヤーゴルザ（SD）にモンスライブさせてウルトラマンギンガをも苦しめる。しかし、UPGのマグネウェーブが直撃して目を潰され、エネルギーを転送できなくなった隙を突かれてビクトリウムシュートで倒される。スパークドールズはファイヤーゴルザ（SD）共々すかさず回収され、メルバ、レイキュバス、超コッヴと共にファイブキング（SDU）への変貌を遂げる。
第11話ではアクマニヤ星人ムエルテ（SD）が、モンスライブによって人間を駒とする実験に使用。冴えないサラリーマン、吉田の溜め込んだ鬱憤を見込んで強制的にモンスライブさせてしまうが、怒りまでも中途半端だったため、等身大のガンQとなってしまう。元に戻ることもできず途方に暮れる中、恐れずに話しかけてきた少年サトルとの奇妙な友情が芽生える。再び現れたムエルテにそれを利用され、本気で怒ったことにより巨大化すると、当初はギンガやビクトリーに対して無抵抗だったが、しびれを切らしたムエルテの念力により2人を攻撃し、追いつめてしまう。しかし、サトルの言葉のおかげで体の自由を取り戻し、ギンガとビクトリーを援護して逆転勝利に導く。最後はギンガコンフォートでモンスライブが解かれ、スパークドールズはサトルの手に渡る。
- スーツアクター：横尾和則
- 『スパークドールズ劇場』ではネット版第5回に登場。最近目が見えなくなってきたため、コンタクトを作ろうか迷っていると語る。
- 第11話は当初の脚本では目玉をモチーフとしたガンQとの対比として盲目の少女が登場する物語であったが、話が暗くなることを懸念し、自転車に乗れない少年に変更された[38]。

## 『ウルトラマン ニュージェネレーションクロニクル』に登場するガンQ
『ウルトラマン ニュージェネレーションクロニクル』第3話「覚悟を決めろ！秘密基地へようこそ!!」、第4話「奇獣と少年！ ガンQの涙!!」に登場。
第3話ではとあるラーメン屋の丸九店長として人間体で登場し、ラーメン80杯分の代金を払えない快獣ブースカとペガッサ星人ペガを、アルバイトとして働かせる。第4話ではブースカとペガが引き続き店でアルバイト中、ペガがテレビを観ている店長の姿に不審を覚え、ブースカが店長の足に塩を振りかけたことで正体が露呈したことから、仲間（『ギンガS』第11話「ガンQの涙」）のことを振り返る。その内容にブースカとペガが感動したことから、ラーメン代はおごりとしてアルバイトは1週間のみで許す。

## 『劇場版 ウルトラマンR/B セレクト! 絆のクリスタル』に登場するガンQ
『劇場版 ウルトラマンR/B セレクト! 絆のクリスタル』に登場。
ウルトラマントレギアにより、ベムスターと共に綾香市へ送り込まれる。ベムスターが腹部で吸い込んだエネルギーにより、巨眼から破壊光線を放射する連携技ディストーションスピットを得意とする。ガンQ・INでペガッサ星人ペガを体内に吸収する。
- スーツアクター：横尾和則

## その他の作品におけるガンQ
- 映画『新世紀2003ウルトラマン伝説 THE KING'S JUBILEE』では、ウルトラマンキングの誕生日を祝福するため、怪獣ダンサーのボンバーヘッド・ガンQが登場し、ダンスを披露する。
- 東武動物公園で行われた「ネクサスショー」では、タイラントと共にウルトラマンティガやウルトラマンコスモスと戦う。
- 2009年12月5日放送の『めちゃ×2イケてるッ!』では、『大怪獣バトル ウルトラ銀河伝説 THE MOVIE』出演オーディションに参加。球乗り対決でプレッシャー星人と対決するが転び、丸い身体の関係から自力で起き上がれず、他の怪獣に必死に起こしてもらう。
- 我夢役の吉岡毅志の結婚式では、会場に乱入してきたマグマ星人に対して博也役の高野八誠がアグル、ムサシ役の杉浦太陽がコスモスに変身したところでマグマ星人を助けようと乱入するが、吉岡がガイアに変身して参戦したことにより、マグマ星人共々撃退される[43]。
- 『ウルトラマンゼロ&オールスターウルトラマン超絶!ウルトラリーグ』（『てれびくん』2011年6月号掲載分）では、怪獣軍団の1体としてウルティメイトフォースゼロを襲うが、テレスドンやアーストロン共々助けに現れたウルトラマンコスモス（エクリプスモード）のエクリプスプローショットに敗れる。
- 『ウルトラマンフェスティバル'99』のライブステージ第1部では、コードNo.02が登場。
- 『ウルトラマンフェスティバル2012』のライブステージ第1部では、バット星人の仕向けた怪獣軍団の1体として登場。ウルトラマンゼロが他の怪獣軍団と戦っている隙にウルトラマンダイナを体内に吸収して人質とし、ゼロに襲いかかったところ、ダイナとコスモスの能力を受け継いでルナミラクルゼロへパワーアップされてフルムーンウェーブでダイナを救出され、そのままセブンとゼロに倒される。